# Bartolomeo Schedoni
Bartolomeo Schedoni (Modena, gennaio 1578 – Parma, 23 dicembre 1615) è stato un pittore italiano del primo Seicento.

## Biografia
Bartolomeo Ludovico Schedoni nacque a Modena e fu battezzato il 13 gennaio del 1578 nella chiesa di San Michele: la sua data di nascita può verosimilmente collocarsi a pochi giorni prima se non in quel giorno stesso. Egli fu il primogenito di Giulio Schedoni, che dalla moglie Giulia Zardi ebbe altri quattro figli: Domenico (1580), Ercole (1590), Giovanni Battista (1591-1618) e Barbara, che si fece monaca nel convento di Santa Maria Maddalena, a Parma, nel 1612. Rimasto vedovo, Giulio Schedoni si risposò con Livia Forini, come risulta dal testamento redatto il 27 maggio 1605, alla quale egli si preoccupò di intestare dei beni, nel timore che dopo la sua morte i figli potessero mettere la vedova «fora di chasa in chamisa».

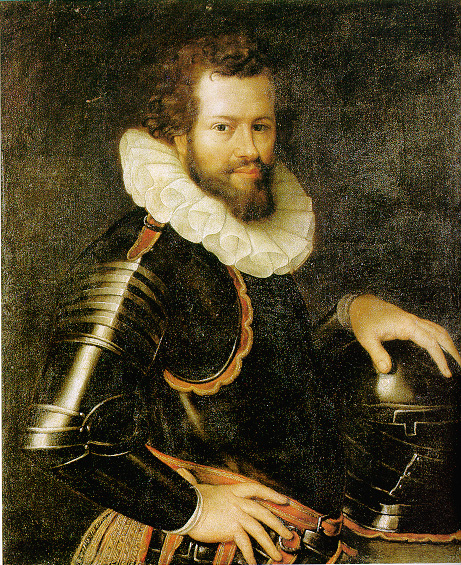
Il duca di Parma Ranuccio Farnese, qui ritratto da Cesare Aretusi, apprezzò e protesse Bartolomeo Schedoni

Il luogo d'origine dei suoi antenati si pone a Formigine: qui il nonno Domenico, «filio quondam Fabiani de Schedonis de Formigine», comprò un terreno nel 1571, e il padre Giulio, che nel 1602 vendette «una caseta posta nelli borghi di Formigine [...] tutta rotta e rovinata», viene definito nel contratto di vendita «Julii de Schedonis de Formigine». Il Tiraboschi, credendo erroneamente che anche Bartolomeo fosse nativo di Formigine, attesta che ancora alla fine del XVIII secolo esisteva «in Formigine una civil famiglia di questo nome» e sostiene che egli abbia dipinto nella chiesa parrocchiale di quel borgo una Madonna del Rosario, forse per «lasciare a quel luogo cotal memoria, perché ei ne era natio, benché comunemente dicasi Modenese».
Della sua prima istruzione artistica non vi è notizia documentata, né è credibile quanto scrisse il prete Giovanni Fogliani nel 1616, che attribuì la scomparsa Madonna del Rosario di Formigine al pennello di un Bartolomeo appena dodicenne. In realtà Bartolomeo collaborava allora con il padre Giulio che, trasferitosi a Parma almeno dal 1594, vi teneva una bottega di mascararo, ossia di fabbricante e fornitore di maschere per le feste e le cerimonie della corte ducale di Ranuccio Farnese: certo Bartolomeo doveva mostrare un certo ingegno per la pittura, perché fu notato dal duca che lo raccomandò per un corso di istruzione presso il pittore manierista Federico Zuccari, allora principe dell'Accademia romana di San Luca.
Forse partito per Roma alla fine del 1594 o ai primi del 1595, non vi si trattenne a lungo. Come scrive lo Zuccari al duca Ranuccio il 26 settembre del 1595, Bartolomeo, «giovane spiritoso e desideroso d'imparare pittura, essendomi [...] commesso a nome di V. A. S.ma ch'io lo tenessi in casa, et insegnassi la profession mia, sì come faceva con'ogni amore [...] mentre io mi godeva potere così tirare avanti il detto Giovane, si è amalato e di malatia che accenna lunghezza, per consiglio de' medici si è risoluto mutar aria, e tornare alla sua Patria, e se bene io l'ho governato, e fatto governare con ogni diligentia, tuttavia il Paese nativo, e la paterna, e materna cura harrà più forza a restituirli la Sanità».

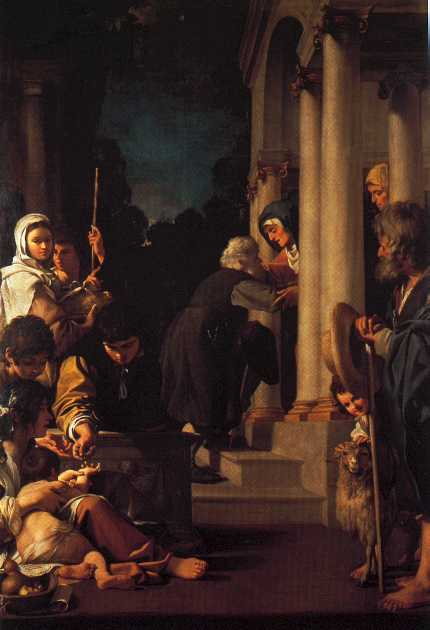
Elemosina di Santa Elisabetta (1613), Palazzo reale di Napoli

Così quel settembre Bartolomeo aveva già fatto ritorno a Parma, né più tornerà nello studio dello Zuccari né a Roma. Non sappiamo che cosa egli abbia visto ed effettivamente imparato durante quel soggiorno che, soprattutto per la sua brevità, non pare lo abbia influenzato in qualche modo: in particolare il Caravaggio, pur già attivo a Roma, non aveva ancora rivelato il suo stile rivoluzionario. Non esiste alcuna documentazione su un suo diretto discepolato presso un maestro affermato, per quanto si sia voluto ipotizzare che egli sia stato allievo del pittore fiammingo, attivo a Parma, Giovanni Soens, o anche dei Carracci.
Escluso un apprendistato presso Annibale Carracci, come ritenuto dalla critica settecentesca (ma l'errore veniva già commesso dal secentesco bolognese Malvasia), perché Annibale aveva lasciato l'Emilia per Roma nel 1595 quando Bartolomeo se n'era già andato, già il Lanzi escludeva l'alunnato di Schedoni anche presso Ludovico e Agostino Carracci per ragioni d'incompatibilità stilistica. Resta sicuramente confermato l'insegnamento esercitato dalla diretta osservazione della pittura del Correggio, che rimane un riferimento costante in tutta la sua attività, mentre più complessa è la sua elaborazione, nei dipinti dell'ultimo periodo, del linguaggio caravaggesco.

## Opere
- 1610c., "San Francesco moribondo" raffigurato tra due angeli, dipinto donato nel 1629 dal Governatore della Confraternita dei Mercanti Giovan Battista Galilei, fiorentino della famiglia di Galileo Galilei, frequentemente in transito per Messina per ragioni di commercio. Opera documentata nell'Oratorio di San Francesco dei Mercanti di Messina.[14]